# Ochrodion quadrimaculatum
Ochrodion quadrimaculatum är en skalbaggsart som först beskrevs av Charles Joseph Gahan 1892.  Ochrodion quadrimaculatum ingår i släktet Ochrodion och familjen långhorningar. Inga underarter finns listade i Catalogue of Life.